# ブロムペリドール
ブロムペリドール（Bromperidol）は、ブチロフェノン系の抗精神病薬である。統合失調症の治療薬。日本では、共和薬品工業からルナプロン、沢井製薬からプリンドリル の名前で販売されている。かつては田辺三菱製薬からもインプロメンの名前で発売されていたが、2019年に販売が中止され、2020年3月31日に薬価基準経過措置期間が終了している。
主な副作用は眠気、注意力の低下など。

## 禁忌
次の者は投与できない
- 妊娠中又は妊娠している可能性のある者。
- バルビツール酸誘導体強い影響のある者。
- 重症の心不全の者。
- パーキンソン病の者。
- アドレナリンを投与中の者。
- テルフェナジンを投与中の者。

## 種類
- 錠剤:1mg、3mg、6mg
- 細粒:1%[2]